# Van Ghent
Die Van Ghent (Kennung: GT) war ein niederländischer Zerstörer der Admiralen-Klasse, der 1929 als De Ruyter (DR), nach Admiral Michiel de Ruyter, bei der Königlich Niederländischen Marine in Dienst gestellt und 1934 in Van Ghent umgetauft wurde. Nach der Umbenennung war sie das zweite nach dem Admiral Willem van Ghent benannte Kriegsschiff der niederländischen Marine. Der Zerstörer diente in den Gewässern von Niederländisch-Indien und nahm in der Folge ab 1941 am Pazifikkrieg teil.
Aufgrund eines Navigationsfehlers ging die Van Ghent durch Strandung am 15. Februar 1942 als erster Zerstörer der niederländischen Flotte im Krieg gegen Japan verloren. Wegen des frühen Verlustes konnte das Schiff keine große Rolle mehr bei den Kämpfen spielen.

## Bau und Klasse
Mitte der 1920er Jahre wollten die Niederlande vier moderne Zerstörer für den Einsatz in ihrem ostindischen Kolonialreich beschaffen, die die veralteten Zerstörer der Roofdier-Klasse ersetzen sollte. Die Neubauten wurden bei niederländischen Werften nach einem Entwurf der britischen Werft Yarrows in Glasgow bestellt, die nach einem sehr ähnlichen Entwurf mit der Ambuscade einen der Prototypen für die künftigen Zerstörer der britischen Royal Navy 1924 bis 1927 baute.

### Bewaffnung
Die niederländischen Neubauten erhielten mit vier 120-mm-Kanonen eine gleichartige Hauptbewaffnung wie die britischen Neubauten. Allerdings handelte es sich um Waffen des schwedischen Herstellers Bofors, die in den Niederlanden in Lizenz gebaut wurden. Je zwei wurden an Bug und Heck sich überschießend angeordnet. Gleicher Herkunft waren zwei 75-mm-Flak, die auf gleicher Höhe auf einer Plattform zwischen den Schornsteinen installiert wurden. Die Flugabwehrbewaffnung ergänzten vier schwere 12,7-mm-Maschinengewehre der Bauart Browning M2 an den Seiten des Brückenhauses. Dazu kam noch die Bewaffnung mit sechs 53,3-cm-Torpedorohren, die hintereinander mittschiffs in zwei Drillingssätzen hinter den Schornsteinen und vor dem hinteren Deckshaus mit der erhöhten Heckkanone eingebaut wurden.
Vorbereitet waren die Schiffe für einen Einsatz als Minenleger. Sie erhielten für einen derartigen Einsatz zwei Schienen vom hinteren Deckshaus bis zu den Abwurfluken kurz vor dem Heck. Zur Abwehr von U-Booten wurden die Zerstörer mit zwölf Wasserbomben und vier Werfern ausgerüstet. Ob bei einem Einsatz mit bis zu 24 Minen andere Waffen abgegeben werden mussten, konnte nicht festgestellt werden. Zumindest war die Heckwaffe in diesem Fall nicht einsetzbar.
Eine Besonderheit der niederländischen Zerstörer war ihre Ausrüstung mit einem Flugzeug für Aufklärungszwecke. Sie verfügten für den Transport eines Schwimmerflugzeugs vom Typ Fokker C.VII-W über eine Plattform über dem hinteren Torpedorohrsatz zwischen der Scheinwerferplattform zwischen den Rohrsätzen und dem hinteren Deckshaus. Auf der Scheinwerferplattform befand sich ein Mast mit einem Ladebaum, um das Flugzeug zum Start auf das Wasser zu setzen oder wieder an Bord zunehmen. Während des Zweiten Weltkriegs wurden die Zerstörer zum Teil modernisiert und das Flugzeug von Bord genommen.

## Einsatzgeschichte
Der Zerstörer De Ruyter (später Van Ghent) wurde am 28. August 1925 als viertes und letztes der ersten Gruppe der Admiralenklasse und als einziges bei de Schelde in Vlissingen auf Kiel gelegt und lief am 23. Oktober 1926 als De Ruyter als erstes Schiff der Klasse vom Stapel. Am 31. Mai 1928 wurde das Schiff als zweites Schiff der Klasse in Dienst gestellt.

### Erste Einsätze

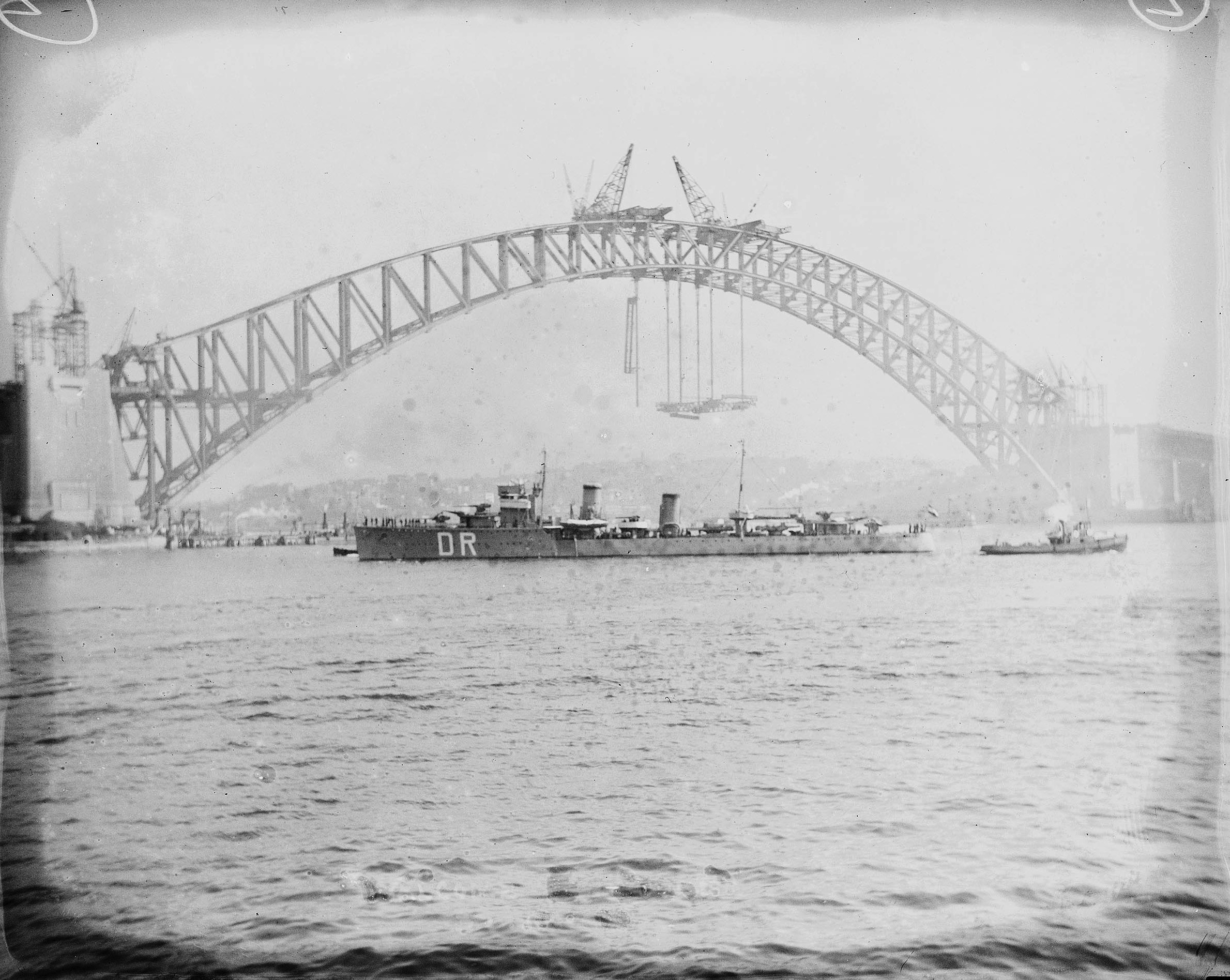
Als De Ruyter unter der Sydney Harbour Bridge am 3. Oktober 1930

De Ruyter verließ am 27. September 1928 mit dem Schwesterschiff Evertsen die Niederlande, um künftig in Niederländisch-Indien eingesetzt zu werden. Ende Juli 1929 liefen die beiden Zerstörer mit dem Kreuzer Java und zwei U-Booten von Surabaya nach Tanjung Priok, um den König von Siam auf seiner Yacht Maha Chakri, begleitet vom Zerstörer Phra Ruang (ex Radiant), zu empfangen, der die niederländische Kolonie besuchte. Anschließend bereisten der Kreuzer und die beiden Zerstörer große Teile des niederländischen Herrschaftsbereich, um dann am 31. August an einer Flottenparade in Tanjung Priok zu Ehren des Geburtstags der niederländischen Königin Wilhelmina teilzunehmen. Bei einer Übung des Kreuzers Sumatra mit den Zerstörern De Ruyter und Evertsen sowie fünf U-Booten lief der Kreuzer am 14. Mai 1931 nahe der Insel Madura auf einen nicht in den Seekarten eingezeichneten Unterwasserfelsen auf. Die Zerstörer sicherten den Kreuzer, bis er nach drei Tagen durch das Kanonenboot Soemba und einen Schlepper abgeborgen wurde.
Am 1. Oktober 1934 wurde der Zerstörer De Ruyter in Van Ghent umgetauft, da in der Wilton-Fijenoord-Werft ein neuer Leichter Kreuzer auf Stapel lag, der den traditionsreichen Namen De Ruyter erhalten sollte. Wie fast alle ihre Schwesterschiffe diente Van Ghent am 1. Oktober 1934 weiterhin in Niederländisch-Ostindien und nahm später am Zweiten Weltkrieg bzw. Pazifikkrieg teil.

### Kriegseinsatz

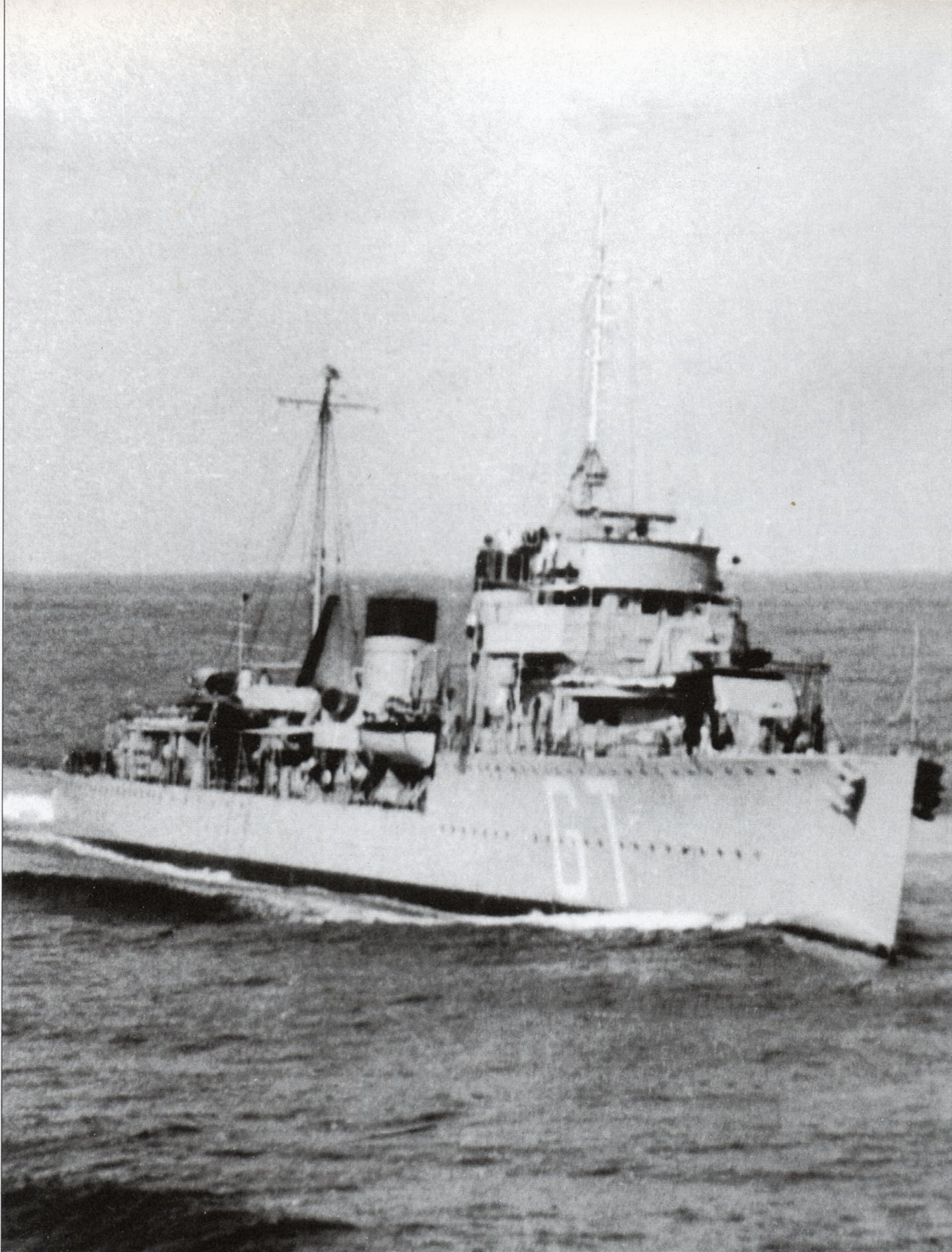
Die Van Ghent

Beim deutschen Überfall auf die Niederlande im Mai 1940 besetzte die Van Ghent zusammen mit dem Schwesterschiff Kortenaer fünf deutsche Handelsschiffe in Niederländisch-Indien. 1941 wurde die Van Ghent Teil der ABDA-Flotte und kämpfte nach der Kriegserklärung des Kaiserreichs Japans an die Niederlande mit britischen, australischen sowie US-amerikanischen Kriegsschiffen gegen die Invasion der europäischen Kolonien in der Region. Aufgrund des frühen Verlustes konnte das Schiff jedoch keine große Rolle mehr bei den Kämpfen spielen.
Der Zerstörer kämpfte am 4. Februar 1942 bei der Schlacht in der Straße von Makassar unweit von Kangean gegen japanische Sturzkampfbomber, wobei es mit ihren Fla-Geschützen gelang, mindestens eine der angreifenden Maschinen abzuschießen.
Die Van Ghent war in der Folge an der Bergung von zwei US-amerikanischen Schiffen beteiligt. Zuerst kam sie mit dem US-Zerstörer Paul Jones dem durch das japanische U-Boot I-166 (Korvettenkapitän Yoshitome) schwer beschädigten US-Dampfer Liberty (6211 BRT) zu Hilfe und schleppte diesen ab. Allerdings musste dieser aufgrund der schweren Schäden an der nordöstlichen Küsten von Bali bei Tulamben auf Grund gesetzt werden, wo er später kenterte und aufgegeben wurde. Das andere Schiff war der beschädigte Truppentransporter Liberty Glo, der ebenfalls abgeschleppt wurde.
Am 15. Februar 1942 war die Van Ghent am Angriff auf den Konvoi nach Palembang beteiligt, wobei sie auf dem Weg ins Kampfgebiet aufgrund eines Navigationsfehlers in der Stolzestraße beim Bamidjo-Riff zwischen Banka (heute: Muntok) und der Insel Billiton auf der Position 3° 5′ S, 107° 21′ O strandete und aufgrund der erlittenen schweren Schäden aufgegeben werden musste. Bei diesem Unfall gab es keine personellen Verluste, da der Zerstörer Banckert die Besatzung übernehmen konnte.
Der Schiffbruch war der erste Schiffsverlust für die ABDA-Flotte. Eine Folge war, dass die von Anbeginn ohnehin unterlegene ABDA-Flotte schon zu Beginn unnötig geschwächt wurde.